# Balabani (Czarnogóra)
Balabani (cyr. Балабани) – wieś w Czarnogórze, w gminie Podgorica. W 2011 roku liczyła 1015 mieszkańców.